# ایزو-توبو
ایزو-توبو (به لاتین: Izu-Tobu) یک منطقهٔ مسکونی در ژاپن است که در استان شیزوئوکا واقع شده‌است.